# Betlejem (muhafaza)
Betlejem (arab. ‏لح بيت‎, Bayt Laḩm) – muhafaza Palestyny. Leży w południowej części Zachodniego Brzegu. Od północy sąsiaduje z Jerozolimą, a od południowego zachodu z Hebronem. Od wschodu ma dostęp do Morza Martwego, zaś od zachodu graniczy izraelskim dystryktem Jerozolima, a od południa z dystryktem Południowym. Ma powierzchnię 659 km² i jest trzecią jednostką administracyjną pod względem wielkości w kraju. Według danych Palestyńskiego Centralnego Biura Statystycznego na rok 2007 zamieszkało ją 176 515 osób, co stanowiło 4,7% ludności Palestyny. Znajdowało się tu wtedy 33 002 gospodarstw domowych. Do 2015 roku liczba ludności wzrosła do 216 114, a gęstość zaludnienia wynosiła 328 os./km². Jest to trzecia od końca, jeśli chodzi o gęstość zaludnienia, muhafaza Palestyny.

## Miejscowości
Miasta
- Bajt Dżala
- Bajt Sahur
- Betlejem

Miejscowości
- Battir
- Bajt Fadżdżar
- Ad-Dauha
- Husan
- Al-Chadr
- Nahhalin
- Tuku
- Al-Ubajdijja
- Za’atara

Wioski
- Arab ar-Raszajda
- Artas
- Al-Asakra
- Bajt Ta'mir
- Challet al-Haddad
- Challet al-Louza
- Challet Sakarija
- Dar Salah
- Dżab'a
- Hindaza
- Al-Ikab
- Dżannatach
- Dżubbet ad-Dib
- Dżuhdum
- Dżurat asz-Szam'a
- Kirbat ad-Dajr
- Kisan
- Al-Ma'asara
- Al-Manija
- Marah Ma'alla
- Marah Rabah
- Rachma
- Umm Salmuna
- Asz-Szawawra
- Wadi al-Arajis
- Wadi Fukin
- Wadi an-Nis
- Wadi Rachal
- al-Walaja